# گریگور خانجیان
گریگور خانجیان (ارمنی: Գրիգոր Խանջյան؛ زاده ۲۹ نوامبر ۱۹۲۶ – درگذشته ۱۹ آوریل ۲۰۰۰) یک نقاش اهل ارمنستان بود. وی به خاطر تصویرگری‌هایش از رمان‌های تاریخی، اشعار، و همچنین نقاشی‌های دیواری و نرده‌ها با موضوعات تاریخی شناخته می‌شود.

## زندگی‌نامه
وی در ۲۹ نوامبر ۱۹۲۶ در ایروان در به دنیا آمد . وی عضو فرهنگستان ملی علوم ارمنستان بود. وی همچنین برنده جوایزی همچون نشان پرچم سرخ کار، نشان برجسته افتخار، نقاش مردمی ارمنستان شوروی، چهره هنری شایسته ارمنستان شوروی، جایزه دولتی ارمنستان شوروی و جایزه دولتی اتحاد شوروی شد. وی در ۱۹ آوریل ۲۰۰۰ در سن ۷۳ سالگی در ایروان درگذشت و در آرامستان مرکزی ایروان (توخماخ) به خاک سپرده شد.

## نگارخانه

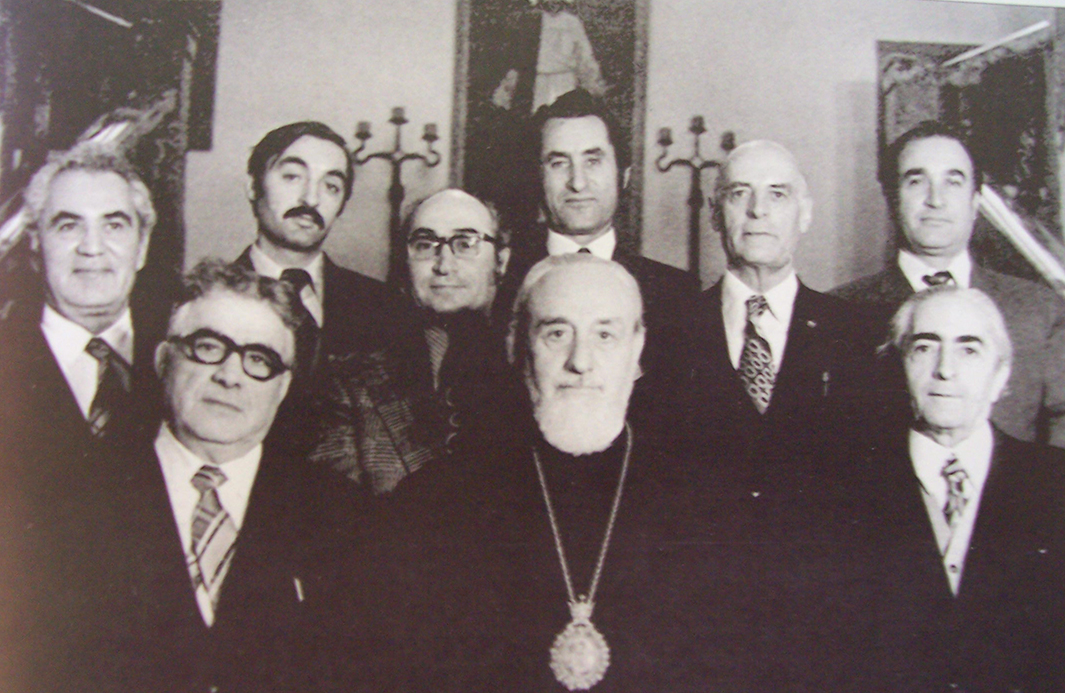
Architectural Commission of the Mother See of Holy Etchmiadzin (1970–1988). ردیف اول از چپ: وارازدات هاروتیونیان، وازگن یکم، K. Altunyan ردیف دوم از چپ: باغداسار آرزومانیان، H. Babakhanian, Grigor Khanjyan, A. Galikyan, M. Hovhannisyan
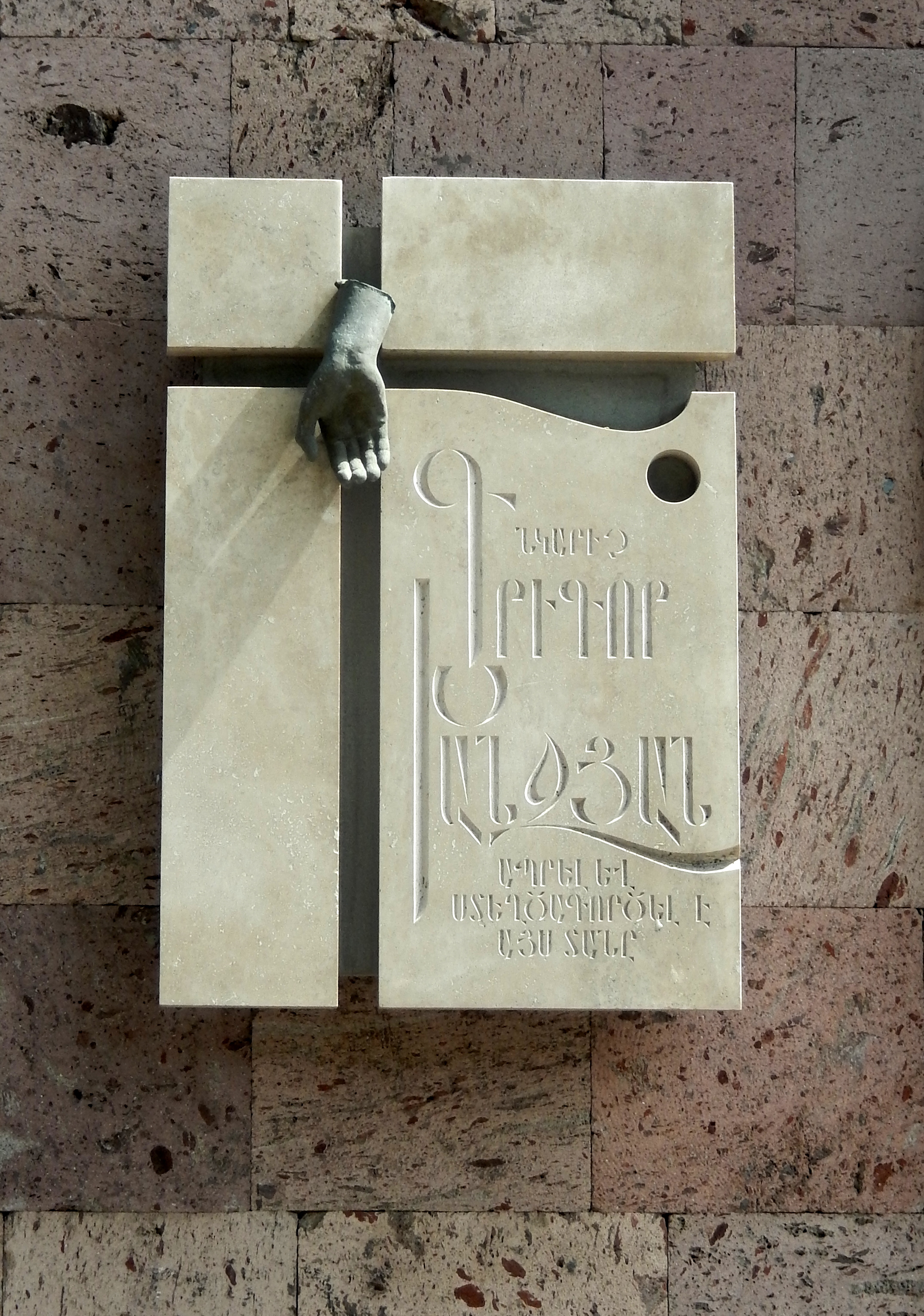
لوح یادبود در خانه خانجیان در ایروان